# William Sylvanus Godon
Pour les articles homonymes, voir Godon (homonymie).
William Sylvanus Godon, né le 18 juin 1809 à Philadelphie et mort le 17 mai 1879 à Blois, est un officier de marine américain.

## Biographie
Il entre comme midshipman dans la Navy en 1819 et est promu lieutenant en 1836. Après avoir servi sous les ordres d'Isaac Hull dans la Mediterranean Squadron (1839-1841), où il est accusé d'insubordination par Hull et renvoyé au département de la Marine pour réaffectation, il est reconnu coupable de désobéissance aux ordres et de manquement au devoir et condamné à deux ans de suspension de ses fonctions, mais la condamnation est annulée par le secrétaire de la Marine et aucune punition n'est infligée,. Il prend part ensuite à la Guerre du Mexique et participe au siège de Veracruz en 1847. Il est nommé Commander en 1855 et sert dans l'Africa Squadron (1860). Il capture alors un navire négrier commandé par Nathaniel Gordon (en) à l'embouchure du fleuve Congo et force ce navire à décharger sa cargaison à Monrovia au Liberia.
Lors de la Guerre de Sécession (1861), promu Capitaine, il participe à l'attaque de Port-Royal (1862) sous les ordres de Samuel Francis Du Pont. Commodore (1863), il commande les canonnières qui s'emparent des îles Jekyl et Saint-Simon et prennent Brunswick et Darien.
En 1864-1865, il dirige la 4e division qui bombarde Fort Fisher en Caroline du Nord, sous les ordres de David Dixon Porter. Il est nommé vice-amiral après la guerre et dirige une escadre au Brésil (1866-1867). De 1868 à 1870, il commande la Brooklyn Navy Yard et prend sa retraite en 1871.
Il finit sa vie en France à Blois.
Il est mentionné dans le roman de Jules Verne Nord contre Sud (partie 1, chapitre X).